# Kolčavka
Kolčavka je větší vila nebo zámeček s charakteristickou stavbou věžového typu, nalézající se v Praze-Libni ve stejnojmenné ulici na nábřeží říčky Rokytky v městské části Praha 9 nedaleko od zaniklé obce Podviní jižně od železniční trati vedoucí ze železniční stanice Praha hlavní nádraží na nádraží Praha-Vysočany (Trať 231 Praha – Čelákovice – Lysá nad Labem – Nymburk – Kolín).

## Historie
První zmínky o Kolčavce pocházejí z 18. století. Nynější areál byl postaven na místě někdejší starší viniční usedlosti (samoty). Od počátku 19. století sloužil jakožto šlechtické reprezentační sídlo a rekreační objekt (letní byt). Kolem objektu se také rozkládala velká zahrada. Jeden ze zdejších majitelů, Thomas of Brady, zde zřídil i menší anglický park. Nicméně majitelé se zde poměrně rychle střídali. V roce 1853 byl objekt přebudován na soukromou hospodářskou školu respektive na soukromé chlapecké vyšší hospodářské a technické učiliště, kterou řídil její majitel, středoškolský učitel a filozof František Čupr (po něm je pojmenována nedaleká ulice, spojka křižovatek U kříže a Balabenka). Škola zde sídlila až do roku 1872. V roce 1881 zde vznikla cementárna. Ještě později pak objekt sloužil jako malá továrna (manufaktura) a sídlily zde různé drobné výrobny a provozovny, část objektu byla také přebudována na byty. Ve třicátých letech 20. století byl objekt ve špatném stavu a bydlela v něm chudina a nezaměstnaní.
Nyní stále slouží jako komerční a hospodářský areál, nachází se zde, mimo jiné, i soukromé hasičské muzeum. V roce 2001 byla zbourána původní věž a posléze postavena věž zcela nová.

## Turismus
Kolem objektu je podél Rokytky vedena naučná stezka i cyklostezka Pelc-Tyrolka-Kolčavka. Také sem vede odbočka turistické značené trasy  1105 z Kobylis do Starých Malešic.

## Galerie

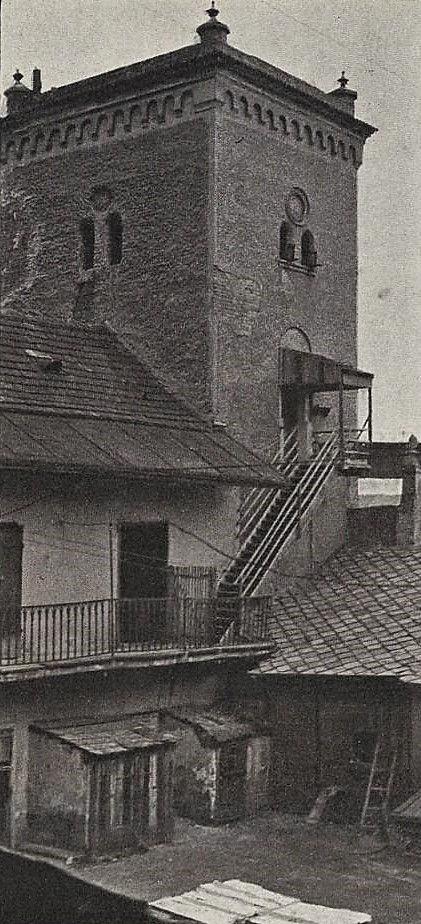
Kolčavka v roce 1935
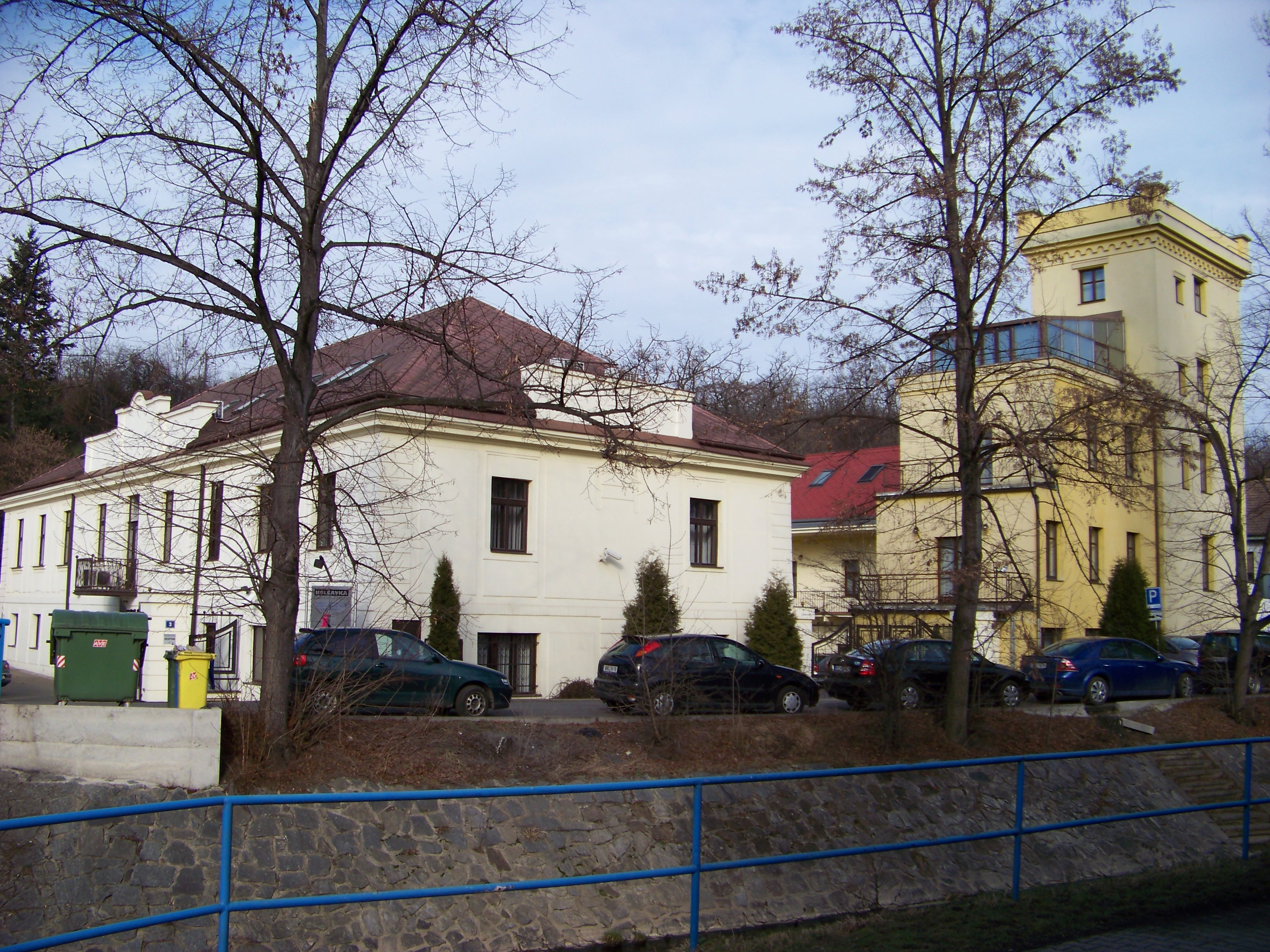
Pohled přes Rokytku od jihozápadu
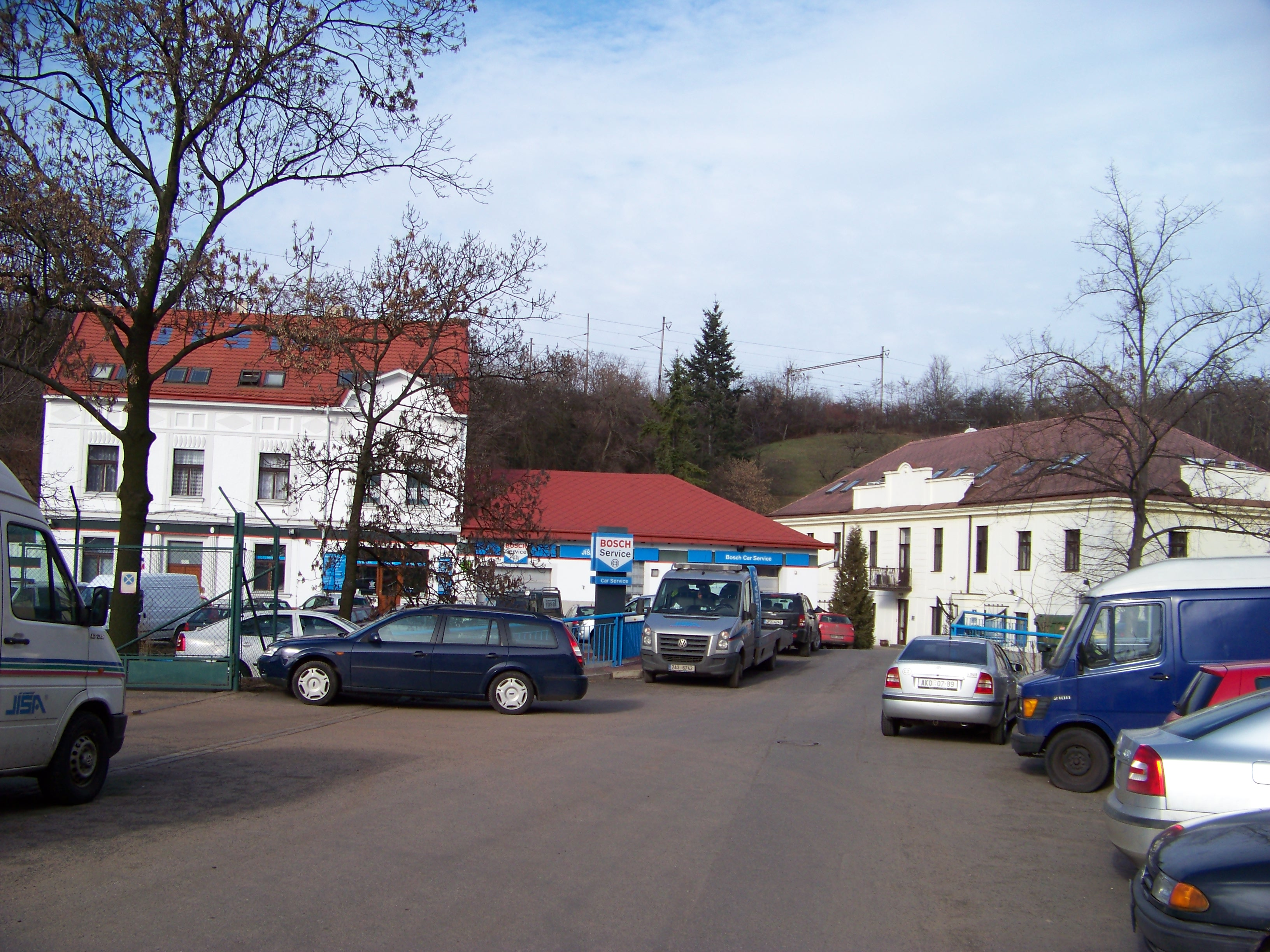
V pozadí na náspu železniční trať 231